# Trợ lý trọng tài (bóng đá)

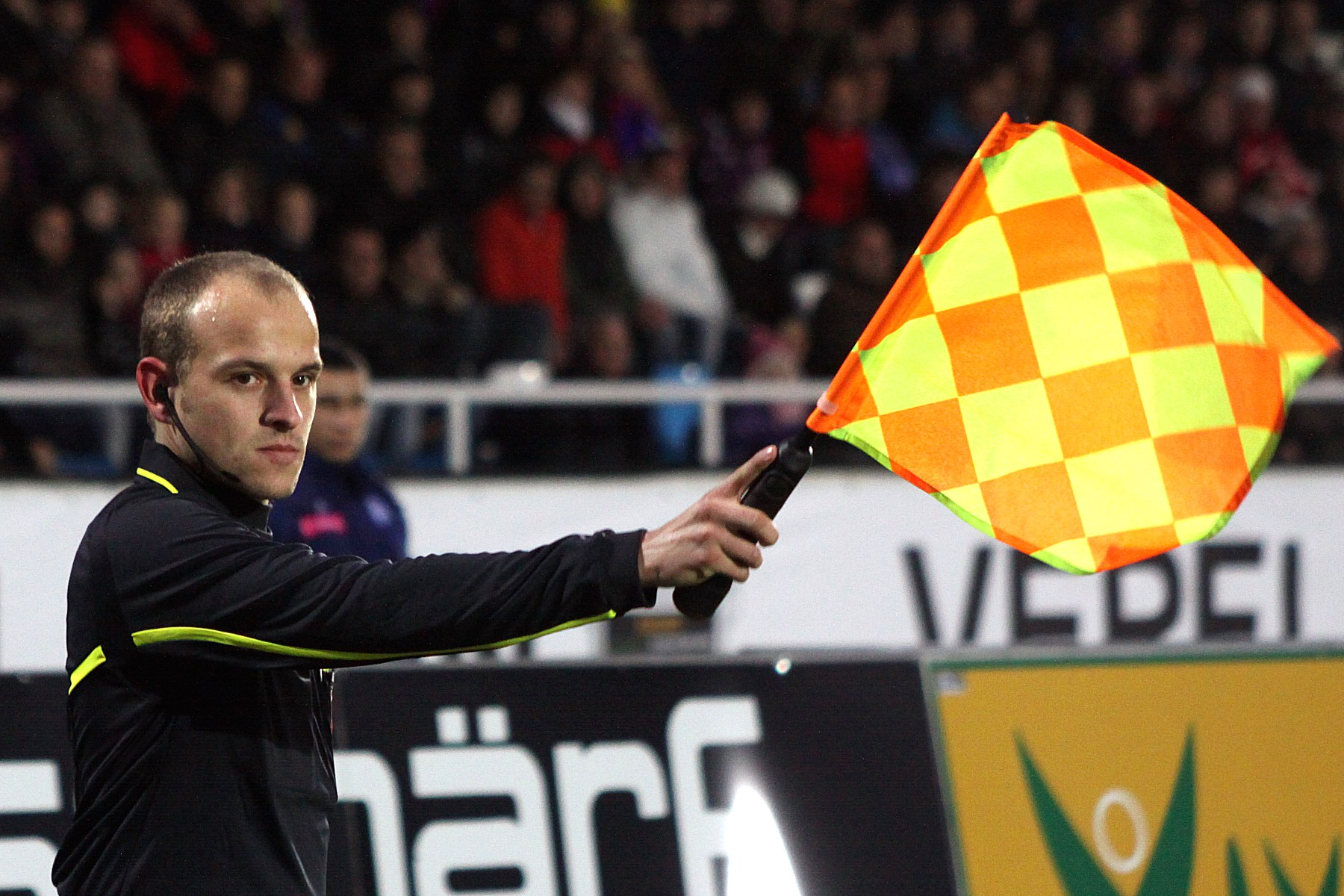
Một trợ lý trọng tài ra hiệu có lỗi việt vị.

Trong bóng đá, một trợ lý trọng tài (còn gọi là trọng tài biên trước năm 1996, và từ này vẫn còn sử dụng phổ biến không chính thức) là một người được trao quyền hỗ trợ trọng tài trong thực thi Luật bóng đá trong một trận đấu. Ở hầu hết các cấp độ tổ chức của bóng đá, đội ngũ nhân viên điều hành trận đấu bao gồm trọng tài và hai trọng tài phụ, với một trợ lý trọng tài được giao cho mỗi đường biên. Các nhiệm vụ của trợ lý trọng tài nói chung bao gồm việc xem bóng đã rời sân chưa - bao gồm cả việc đội nào được quyền phát bóng/ném bóng, đánh giá khi nào một hành vi việt vị xảy ra, và tư vấn cho trọng tài chính khi việc vi phạm đã xảy ra ngoài tầm nhìn của họ. Tùy thuộc vào quy tắc của từng địa phương và quyết định của trọng tài, trợ lý trọng tài cũng có thể chịu trách nhiệm về các nhiệm vụ quản trị khác nhau, ví dụ như quản lý việc thay người, giúp trọng tài kiểm soát người chơi hoặc thay thế trọng tài nếu trọng tài không thể tiếp tục nhiệm vụ. Trợ lý trọng tài hoạt động trong vai trò cố vấn, và tất cả các phán quyết của trợ lý trọng tài có thể bị trọng tài bác bỏ.
Ở cấp độ cao hơn trọng tài cũng được hỗ trợ bởi một trọng tài thứ tư (hay trọng tài bàn). Nhiệm vụ của trọng tài thứ tư thường là hành chính và thay đổi tùy thuộc vào quy tắc trận đấu và quyết định của trọng tài chính. Nhiệm vụ chung cho một trọng tài thứ tư có thể bao gồm việc quản lý các khu vực kỹ thuật và thay người, giữ một bản dự phòng của điểm số, thẻ đỏ và thẻ vàng, và hiển thị thông tin về thay người và thời gian đá bù giờ cho khán giả. Tùy thuộc vào quy tắc của từng địa phương, trọng tài thứ tư có thể thay thế trọng tài chính hoặc một trong những trợ lý trọng tài nếu họ không thể tiếp tục làm việc.